# Андреев, Алексей Викторович (тренер)
Алексей Викторович Андреев (6 апреля 1957, Ленинград — 28 июля 2021, Санкт-Петербург) — советский и российский тренер по лёгкой атлетике (толкание ядра, метание диска и молота). Заслуженный тренер СССР.

## Биография
В юности занимался метанием диска и многоборьем в ДЮСШ Петроградского района Ленинграда у Юрия Николаевича Махина.
В 1986 году окончил Ленинградский государственный педагогический институт имени А. И. Герцена по специальности «Физическое воспитание», после чего начал тренерскую карьеру.
Среди воспитанниц Андреева такие спортсменки как:
- Светлана Кривелёва — олимпийская чемпионка 1992 года[4];
- Ольга Рябинкина — чемпионка мира 1995 года;
- Ирина Худорошкина — бронзовый призёр Олимпиады 1996 года;
- Ирина Тарасова — трёхкратная чемпионка Универсиад (2007, 2011, 2013)[5].

## Награды и звания
- Заслуженный тренер СССР (1992)[6]
- Медаль ордена «За заслуги перед Отечеством» II степени (1997)[7]
- Почётный знак «За заслуги в развитии физической культуры и спорта» (1999)
- Заслуженный работник физической культуры Российской Федерации (2010)